# Magdalena Durlik
Magdalena Joanna Durlik z domu Małdyk (ur. 23 marca 1954 w Łodzi) – polska lekarka, internistka i transplantolog, profesor nauk medycznych.

## Życiorys
Ukończyła w 1978 studia lekarskie na Akademii Medycznej w Warszawie. W 1985 uzyskała stopień naukowy doktora w oparciu o rozprawę zatytułowaną Wpływ długotrwałego stosowania 25-hydroksycholekalcyferolu na przebudowę tkanki kostnej zbitej i gąbczastej psów otrzymujących Encorton, a w 1997 habilitowała się na podstawie pracy Wpływ zakażeń wirusami zapalenia wątroby typu B i C na losy biorców i czynność alloprzeszczepu nerkowego. W 2003 otrzymała tytuł profesora nauk medycznych. Specjalizuje się w zakresie chorób wewnętrznych, transplantologii i nefrologii.
Zawodowo związana ze stołeczną Akademią Medyczną i Warszawskim Uniwersytetem Medycznym. Objęła w tej jednostce stanowisko dyrektora Instytutu Transplantologii im. prof. Tadeusza Orłowskiego. Została też wiceprzewodniczącą Komitetu Nauk Klinicznych Polskiej Akademii Nauk. Należy do krajowych i międzynarodowych organizacji lekarskich, m.in. Towarzystwa Internistów Polskich, Polskiego Towarzystwa Hepatologicznego, Polskiego Towarzystwa Nefrologicznego i innych. Wybrano ją także na prezesa Polskiego Towarzystwa Transplantacyjnego.
Odznaczona m.in. Złotym Krzyżem Zasługi (2000), Krzyżem Kawalerskim (2005) i Oficerskim (2011) Orderu Odrodzenia Polski.

## Życie prywatne
Jej ojcem był lekarz patomorfolog Eugeniusz Małdyk, a matką lekarka reumatolog Henryka Małdyk. Jej brat Paweł Małdyk został lekarze ortopedą. Zamężna z lekarzem Markiem Durlikiem.